# Mihail Țvet
Mihail Semionovici Țvet (în rusă Михаил Семёнович Цвет; n. 14 mai 1872, Asti, Piemont, Italia – d. 26 iunie 1919, Voronej, Gubernia Voronej⁠(d), RSFS Rusă) a fost un biolog rus-italian, cunoscut pentru faptul că a inventat cromatografia de adsorbție în anii 1900.